# Chillarón de Cuenca
Chillarón de Cuenca – gmina w Hiszpanii, w prowincji Cuenca, w Kastylii-La Mancha, o powierzchni 39,41 km². W 2011 roku gmina liczyła 604 mieszkańców.